# ساکرامنتو (کالیفرنیا)
ساکرامِنْتُو شهری در غرب ایالات متحده آمریکا و مرکز ایالت کالیفرنیا می‌باشد که در شمال آن ایالت جای دارد. پیشینهٔ آن به سال ۱۸۳۹ می‌رسد.
شهر ساکرامنتو در راستای رودخانهٔ ساکرامنتو و در جنوب محل تلاقی شاخه‌های «رودخانه آمریکایی» در درهٔ وسیع مرکز کالیفرنیا قرار گرفته‌است. جمعیت این شهر در سال ۲۰۰۷ میلادی ۴۶۰٬۲۴۲ نفر بود که با این حساب، هفتمین شهر بزرگ در ایالت کالیفرنیا به‌شمار می‌آید.
ساکرامنتو هستهٔ فرهنگی و اقتصادی «منطقهٔ کلانشهری ساکرامنتو» است. این منطقهٔ کلانشهری دربرگیرندهٔ شهرستان‌های ال دورادو، پِلاسِر، ساکرامنتو و یولو است و جمعیت آن در حدود ۲٬۱۳۶٬۶۰۴ نفر است. این منطقه در سال ۲۰۰۴ در میان یکی از ۱۰ ناحیه برتر برای زندگی در آمریکا شناخته شد.

## تاریخچه
قوم سرخ‌پوست نیسِنان و سرخ‌پوست‌های میوُک دشت‌نشین هزاران سال در این ناحیه نشیمن داشتند. در سال ۱۷۹۹ یا ۱۸۰۸ کاشفی اسپانیایی به نام گابریل موراگا درهٔ این ناحیه را کشف کرد و این دره و رودخانهٔ آن را ساکرامنتو نام نهاد که در زبان اسپانیایی به معنای «عشای ربانی» است.
هستهٔ آغازین شهر ساکرامنتو، دژی بود که یک مهاجر سوئیسی به نام جان ساتر (John Sutter) در سال ۱۸۳۹ در این محل بنا کرد. در زمان مهاجرت گستردهٔ جویندگان طلا به کالیفرنیا، ساکرامنتو از مراکز اصلی بازرگانی و فرهنگی برای این مهاجران بود و ایستگاه بزرگی برای دلیجان‌ها، قایق‌ها و راه‌آهن به‌شمار می‌آمد. ایستگاه آخر چاپارهای نامه‌رسان به غرب آمریکا یعنی خط پونی اکسپرس نیز شهر ساکرامنتو بود.

## جمعیت
جمعیت این شهر در سال ۲۰۰۷ میلادی ۴۶۰٬۲۴۲ نفر بود که با این حساب، هفتمین شهر بزرگ در ایالت کالیفرنیا به‌شمار می‌آید.

## مراکز دانشگاهی

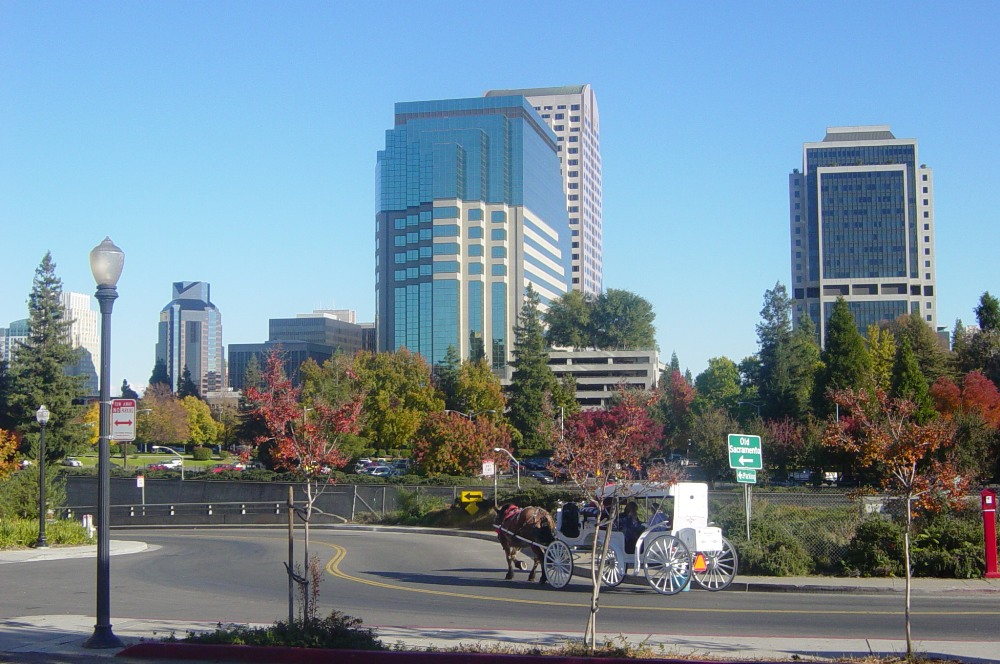
نمایی از شهر ساکرامنتو

دانشگاه ایالتی کالیفرنیا، شعبه ساکرامنتو بزرگ‌ترین دانشگاه این ناحیه است.
البته دانشگاه کالیفرنیا در دیویس در حومه غربی این شهر قرار دارد. اما مرکز و دانشکده پزشکی این مؤسسه در داخل شهر قرار دارد.

## مشاهیر
از مشاهیر این شهر می‌توان تیم ساکرامنتو کینگز (در بسکتبال)، و گروه هوی متال تسلا را نام برد.

## ترابری
این شهر به راه‌آهن سراسری آمریکا متصل است، ایستگاه ساکرامنتو ولی در سال ۱۹۲۶ تأسیس شده، همچنین قطار سبک شهری ساکرامنتو با ۵۲ ایستگاه در سال ۱۹۸۷ تأسیس شده‌است.